# Сјај слободе
Сјај слободе (engl. Mockingjay) дистопијски је роман за младе из 2010. године, који је написала Сузан Колинс. Трећи је део серијала Игре глади и наставак романа Лов на ватру (2009). Књига наставља причу о Кетнис Евердин, која пристаје да уједини дистрикте Панема у побуни против тиранског Капитола.
Штампану књигу и аудио верзију је издао Scholastic 24. августа 2010, шест дана након него што је електронска књига пуштена у продају. Књига је продата у 450 хиљада примерака током прве недеље, што је премашило очекивања издавача. Добила је углавном позитивне рецензије критичара. Роман је адаптиран у два филма. Први део је изашао 21. новембра 2014, а други део 20. новембра 2015. године.

## Радња
Након догађаја из претходног романа, Кетнис Евердин, њена мајка, сестра Примроуз Евердин, ментор Хејмич Абернати, као и њени пријатељи Финик Одер и Гејл Хоторн, заједно са преживелима из Дистрикта 12, прилагођавају се животу у подземном Дистрикту 13, седиште побуњеника у Панему. Кетнис невољно пристаје да преузме улогу „Креје” − симбола побуне − за пропаганду побуњеника, под условом да председница Дистрикта 13, Алма Коин, додели имунитет свим преживелим трибутима из Игара глади, укључујући Кетнисиног пријатеља Питу Меларка и Финикову девојку, Ени Кресту. Коинова, међутим, одлучује да ће размислити о Кетнисином другом захтеву: праву да лично погуби председника Панема, Кориолана Сноуа. За то време, Капитол мучи Питу како би деморалисао Кетнис. Спасилачки тим извлачи Питу из Капитола заједно са осталим заробљеним победницима, али открива да му је испран мозак како би се плашио и презирао Кетнис. Покушава да је убије, али је стављен под надзор страже, док болничари траже лек. Финик и Ени се венчавају, што побуњеници емитују у пропагандне сврхе.
Кетнис и Гејл су послати да наговоре Дистрикт 2 да се придруже побуни. Гејлова контроверзна стратегија резултује одлучном победом над Дистриктом 2, омогућавајући коначни напад на сам Капитол. Кетнис је додељена одреду и послата са филмском екипом да снима пропаганду. Председница Коин такође шаље Питу, још увек опасног и непредвидљивог; Кетнис сумња да Коинова жели да је убије због недостатка њене подршке и растућег утицаја. Током снимања у наводно сигурном насељу Капитола, командант екипе Богс је смртно рањен; пре смрти, додељује Кетнис команду над тимом. Она одлучује да се инфилтрира у Капитол и убије Сноуа, говорећи свом тиму да је то Коинин тајни план; она касније открива да је то била лаж, али тим се и даље држи ње. У урбаном ратовању које је уследило, многи Кетнисини саборци, укључујући Финика, бивају убијени. Када преживели чланови њеног тима стижу до Сноуове виле, летелица са ознакама Капитола баца бомбе међу групу деце која се користе као живи штит. Побуњенички болничари, укључујући Прим, похитају да помогну повређеној деци, када се преостале бомбе детонирају. Прим је убијена, а Кетнис задобија тешке опекотине.
Док се опоравља, Кетнис, дубоко потиштена због сестрине смрти, сазнаје да су побуњеници заузели Капитол и да Сноуа очекује јавно погубљење. Она се суочава са Сноуом, који тврди да је Коинова испланирала бомбардовање како би окренула његове преостале присталице против њега. Ужаснута, Кетнис схвата да је Гејл раније предложио сличну тактику. Уверава се да, уместо да успостави републику којом ће управљати представници сваког дистрикта, Коинова намерава да заузме Сноуово место и одржи статус кво. Коинова одржава гласање на којем преостали победници Игара одлучују да ли ће бити одржане још једне Игре глади, у којима ће учествовати деца из Капитола. Иако су троје, укључујући Питу, против тог плана, Кетнис, Хејмич, Џоана и Енобарија их надгласавају.
Припремљена да погуби Сноуа, Кетнис уместо њега устрељава Коинову и одмах покушава да изврши самоубиство, али Пита је зауставља и она је ухапшена током нереда који су уследили. Сноу је касније пронађен мртав, а команданткиња Пејлор из Дистрикта 8 преузима место председнице. Кетнис је ослобођена оптужби за убиство и послата је кући у Дистрикт 12, док њена мајка одлази у Дистрикт 4, а Гејл у Дистрикт 2. Остали становници Дистрикта 12 касније се враћају, укључујући Питу, који је опоравио своја сећања и љубав према Кетнис. Она га прихвата, препознајући своју потребу за његовом надом и снагом. Заједно пишу књигу како би сачували успомену на оне који су умрли. Иако их још увек прогоне трауме и ноћне море, они успевају да се утеше.
Двадесет година касније, Кетнис и Пита су венчани и имају двоје деце. Под Пејлорином администрацијом, Игре глади су укинуте, а арене су замењене спомен-обележјима. Кетнис је срећна својим новим животом и породицом, али и даље носи менталне и емоционалне ожиљке и плаши се дана када ће њена деца сазнати о умешаности својих родитеља у рат и Игре. Кад се осећа узнемирено, Кетнис игра утешну, понављајућу игру: подсећајући се на сваку добру ствар коју је икада видела да неко ради. Књига се завршава Кетнисином изјавом да има много горих игара.